# ケイリーの定理
群論におけるケイリーの定理（ケイリーのていり、Cayley's theorem）とは、すべての群 G は対称群の部分群に同型であるとする定理である。アーサー・ケイリーにちなんで名付けられた。より具体的には、G は対称群 Sym(G) （その元が G の集合の置換である群）の部分群と同型である。明示的に表すと
- 各 g ∈ G について定義される、x ∈ G をその左から g を掛けた gx に移す写像 ℓg : G → G は G の置換である。
- g ∈ G を ℓg に移す写像 G → Sym(G) は単射準同型なので、G から Sym(G) の部分群への同型写像を定義する。

準同型写像 G → Sym(G) は集合 G に対する G の左並進作用から生じるものとしても理解できる。
G が有限のとき Sym(G) も有限である。この場合のケイリーの定理の証明は、G が n 次の有限群であれば G は標準的な対称群 Sn の部分群と同型であることから示される。しかし、G はより小さな対称群 Sm (m < n) の部分群と同型である可能性もある。例えば、位数 6 の群 G = S3 は S6 の部分群と同型であるだけでなく、（自明に）S3 の部分群とも同型である。与えられた群 G が埋め込まれる最小次数対称群を見つける問題はかなり難しい。
アルペリンとベルは、「一般に有限群が対称群に埋め込まれているという事実は、有限群を研究するために使用される方法に影響を与えていない」と指摘している。
G が無限大のときは Sym(G) も無限大であるが、ケイリーの定理は依然として適用可能である。

## 歴史
十分に初歩的なように思えるが、当時は現代的な定義は存在せず、ケイリーが現在「群」と呼ばれているものを導入したとき、これが既に「置換群」と呼ばれている既知の群と同等であることがすぐには分からなかった。ケイリーの定理はこの 2 つを統合する。
バーンサイドはこの定理をジョルダンに帰属させているが、エリック・ヌメラはそれでもなお標準的な「ケイリーの定理」という名称が実際は適切であると主張している。ケイリーは1854年のオリジナルの論文で定理中の対応が1対1であることを示したが、それが準同型（つまり埋め込み）であることを明示的に示すことはできなかった。しかしヌメラは、ケイリーがこの結果を当時の数学界に報告していたため、ジョルダンより16年ほど先行していたと指摘している。
この定理は後に1882年にヴァルター・ダイクによって出版され、バーンサイドの本の初版ではダイクの著作とされている。

## 背景
集合 A の置換とは A から A への全単射関数である。A のすべての置換の集合は写像の合成のもとで群をなし、A 上の対称群と呼ばれ、Sym(A) と書かれる。 特に A を群 G の台集合とすると、Sym(G) と表記される対称群が生成される。

## 証明
g を演算 * を持つ群 G の元であるとし、 fg(x) = g * x で定義される関数 fg : G → G を考える。逆元の存在からこの関数は逆関数 fg-1 をもつ。よって g による乗算は全単射関数とみなせる。したがって fg は G の置換であり、Sym(G) の元でもある。
集合 K = {fg | g ∈ G} は G と同型な Sym(G) の部分群である。これを証明する最も早い方法は任意の g ∈ G に対して T(g) = fg となる関数 T : G → Sym(G) を考えることである。T は群準同型である。なぜなら任意の x ∈ G について
{\displaystyle (f_{g}\cdot f_{h})(x)=f_{g}(f_{h}(x))=f_{g}(h*x)=g*(h*x)=(g*h)*x=f_{g*h}(x)}
（ここで · は Sym(G) の合成を表す）、したがって
{\displaystyle T(g)\cdot T(h)=f_{g}\cdot f_{h}=f_{g*h}=T(g*h).}
準同型写像 T は単射である。なぜなら T(g) = idG（Sym(G) の単位元）よりのすべての x ∈ G に対して g * x = x が成り立ち、x を G の単位元 e とすると g = g * e = e となり、つまり核は自明であるため。あるいは g * x = g'  * x から g = g'  となるため T は単射である（すべての群は簡約的であるため）。
したがって G は T の像、つまり部分群 K と同型である。
T は G の正則表現と呼ばれることもある。

### 別証
群作用の言語を使用して別の証明を与えることもできる。群 G が左乗法によって自身に作用するものと考える。つまり g · x = gx。これは置換表現 φ : G → Sym(G) を持つ。
表現が忠実とは、φ が単射、つまり φ の核が自明であることである。g ∈ ker φとすると、g = ge = g · e = e。よって ker φ は自明である。この結果は第一同型定理を用いることで得られ、ここから Im φ ≃ G が得られる。

## 通常の群表現に関する注記
群の単位元は恒等置換に対応する。群の他の元はすべて完全順列（どの元ももとの位置に留まらない置換）に対応する。これは群の各元のべき乗にも当てはまるため、その元の位数より小さい場合、各元はすべて同じ長さのサイクルからなる順列に対応する。その長さはその元の位数である。各サイクル内の元は、元によって生成される部分群の右剰余類を成す。

## 通常の群表現の例
2 を法とする加算のもとでの {\displaystyle \mathbb {Z} _{2}=\{0,1\}}; 元 0 は恒等置換 e に対応し、元 1 は置換 (12) に対応する（サイクル表記を参照）。たとえば 0 + 1 = 1 また 1 + 1 = 0 より、置換の場合と同様に {\textstyle 1\mapsto 0} また {\textstyle 0\mapsto 1} となる。
3 を法とする加算のもとでの {\displaystyle \mathbb {Z} _{3}=\{0,1,2\}}; 元 0 は恒等置換 e に対応し、元 1 は置換 (123) に対応し、そして元 2 は置換 (132) に対応する。たとえば 1 + 1 = 2 は (123)(123) = (132) に対応する。
4 を法とする加算のもとでの {\displaystyle \mathbb {Z} _{4}=\{0,1,2,3\}}; 各元は e、(1234)、(13)(24)、(1432)に対応する。
クラインの四元群の元 {e, a, b, c} は e、 (12)(34)、(13)(24)、(14)(23)に対応する。
S3（位数 6 の二面体群）は3 つのオブジェクトの置換すべての群であるが、6 つの元の置換群でもある。後者は通常の表現によって実現される方法である。
| * | e | a | b | c | d | f | 置換         |
| - | - | - | - | - | - | - | ------------ |
| e | e | a | b | c | d | f | e            |
| a | a | e | d | f | b | c | (12)(35)(46) |
| b | b | f | e | d | c | a | (13)(26)(45) |
| c | c | d | f | e | a | b | (14)(25)(36) |
| d | d | c | a | b | f | e | (156)(243)   |
| f | f | b | c | a | e | d | (165)(234)   |

## 一般化
定理: G を群、H を部分群とする。G/H を G における H の左剰余類の集合とする。N を G における H の正規核とし、これは G における H の共役の共通部分として定義される。すると商群 G/N は Sym(G/H) の部分群と同型である。
H = 1 のケースがオリジナルのケイリーの定理である。